# Relaciones El Salvador-México
La República de El Salvador y los Estados Unidos Mexicanos establecieron relaciones diplomáticas en 1838. Ambas naciones son miembros de la Asociación de Estados del Caribe, Comunidad de Estados Latinoamericanos y del Caribe, Naciones Unidas, Organización de Estados Americanos y la Organización de Estados Iberoamericanos.

## Historia
Antes de la llegada de los exploradores europeos a América, El Salvador y el Centro-México, una vez fueron poblados por hablantes de la lenguas uto-aztecas, y tanto el sur de México como El Salvador pertenecieron a la civilización maya. Durante la colonización española, ambas naciones formaron parte del Virreinato de Nueva España. En 1821, México obtuvo la independencia de España y la mayoría de las naciones de Centroamérica, incluyendo El Salvador, pertenecieron al Primer Imperio Mexicano bajo el emperador Agustín de Iturbide. En 1823, el imperio mexicano se derrumbó y El Salvador pasó a formar parte de la República Federal de Centroamérica, junto con Guatemala, Honduras, Nicaragua y Costa Rica. En 1838, la unión se disolvió y El Salvador se convirtió en sus propios estados independientes. Ese mismo año, El Salvador y México establecieron relaciones diplomáticas.
En 1916, el Gobierno del presidente Venustiano Carranza donó una estación inalámbrica a El Salvador. En reciprocidad, el presidente salvadoreño Carlos Meléndez envió cinco mil fusiles y un pequeño grupo de hombres según lo solicitado por el Gobierno mexicano para que se unieran a las fuerzas constitucionalistas y luchar contra Victoriano Huerta.  En 1917, el Gobierno mexicano donó un biplano a la Escuela Politécnica de El Salvador, y el Gobierno salvadoreño cedió a México un terreno para la construcción de la legación mexicana en la ciudad capital de San Salvador. Ese mismo año, ambas naciones abren misiones diplomáticas en las capitales de cada una, respectivamente y en 1943, sus respectivas misiones diplomáticas fueron elevadas a embajadas.
De 1979 a 1992, El Salvador estuvo envuelto en una sangrienta guerra civil. Durante la guerra, varios miles de ciudadanos salvadoreños huyeron del país a México, donde muchos se quedaron o siguieron adelante hacia los Estados Unidos. En 1992, el gobierno salvadoreño y el FMLN firmaron un acuerdo de paz en la Ciudad de México conocido como los Acuerdos de Paz de Chapultepec, que pusieron fin a la guerra civil.
Ambas naciones han trabajado juntas en la lucha contra el tráfico de drogas y la violencia de las pandillas, incluyendo al MS-13 (también conocida como la Mara Salvatrucha). En 2018, varios cientos a unos miles de salvadoreños formaron parte de caravanas de migrantes centroamericanas y atravesaron todo México hasta llegar a la ciudad norteña de Tijuana para solicitar asilo en Estados Unidos. En enero de 2019, más de 700 salvadoreños solicitaron y obtuvieron asilo en México, donde muchos optan por permanecer en lugar de enfrentar la incertidumbre de intentar solicitar asilo en los Estados Unidos y tampoco no desean que se les niegue y deporten de vuelto a El Salvador. En 2022, el número de solicitudes de asilo de salvadoreños en México aumentará a más de 5.500.
En junio de 2019, el presidente salvadoreño Nayib Bukele viajó al estado mexicano de Chiapas y se reunió con el presidente mexicano Andrés Manuel López Obrador. Los líderes de ambas naciones discutieron iniciativas para disminuir el flujo de migrantes salvadoreños a México en ruta a los Estados Unidos y el compromiso de México con el desarrollo de América Central. En mayo de 2022 el presidente López Obrador visitó El Salvador.

## Visitas de alto nivel

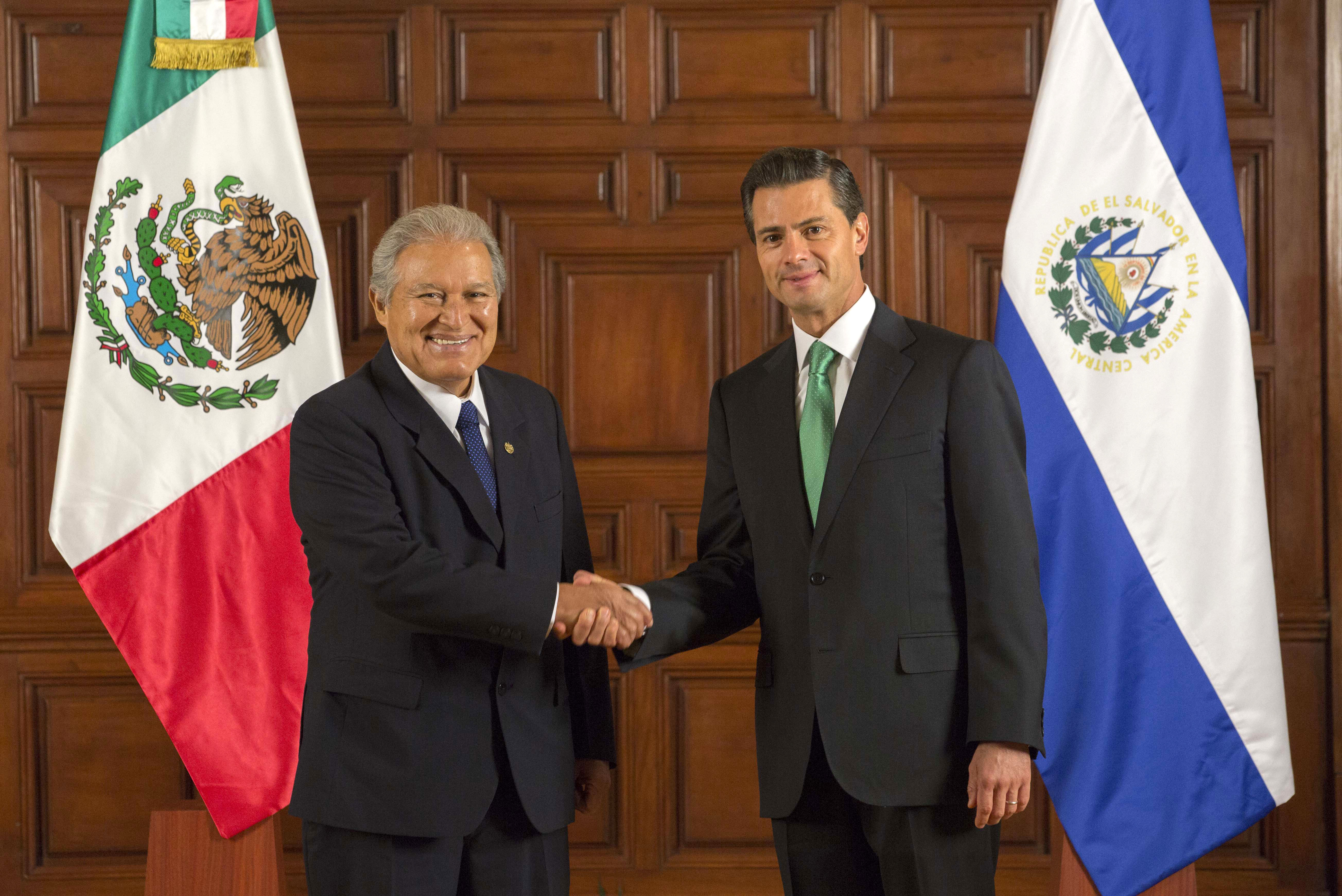
El presidente salvadoreño Salvador Sánchez Cerén se reunió con el presidente mexicano Enrique Peña Nieto en la Ciudad de México; 2014.

Visitas presidenciales de El Salvador a México
- Presidente Fidel Sánchez Hernández (1968)
- Presidente Arturo Armando Molina (1973)
- Presidente José Napoleón Duarte (1988)
- Presidente Alfredo Cristiani (1990, 1991, 1992)
- Presidente Armando Calderón Sol (1997)
- Presidente Francisco Flores (2002)
- Presidente Elías Antonio Saca (2005, 2008)
- Presidente Mauricio Funes (2010, 2011)
- Presidente Salvador Sánchez Cerén (octubre y diciembre de 2014)
- Presidente Nayib Bukele (2019)

Visitas presidenciales de México a El Salvador
- Presidente Gustavo Díaz Ordaz (1966)
- Presidente Carlos Salinas de Gortari (1993)
- Presidente Ernesto Zedillo (1998)
- Presidente Vicente Fox (2001, 2004)
- Presidente Felipe Calderón (2007, marzo y octubre de 2008, 2009)
- Presidente Andrés Manuel López Obrador (2022)

## Acuerdos bilaterales
Ambas naciones han firmado varios acuerdos bilaterales como un Acuerdo sobre el Intercambio Regular y Permanente de Obras Científicas, Literarias o Artísticas (1895); Acuerdo para la Protección y Rehabilitación de Monumentos Arqueológicos, Artísticos e Históricos (1990); Acuerdo de Cooperación Turística (1990); para Combatir el Narcotráfico y la Farmacodependencia (1993); Tratado sobre la ejecución de sentencias penales (1993); Tratado para la Recuperación y Devolución de Vehículos y Aeronaves Robados o materia de Disposición Ilícita (1995); Acuerdo de Cooperación Científica y Técnica (1995); Tratado de Extradición (1997); Acuerdo de Cooperación Educativa y Cultural (1997); Tratado de cooperación sobre asistencia judicial recíproca en materia penal (1997) y un Acuerdo de Transporte Aéreo (2006).

## Transporte
Hay vuelos directos entre ambas naciones con las siguientes aerolíneas: Aeroméxico Connect, Avianca El Salvador y con Volaris El Salvador.

## Comercio
En junio de 2000, México y El Salvador, junto con Guatemala y Honduras firmaron un Tratado de Libre Comercio que entró en vigor en 2001. Desde entonces, tanto Costa Rica como Nicaragua se han sumado al acuerdo de libre comercio. En 2023, el comercio total entre El Salvador y México ascendió a $1.4 mil millones de dólares. Las principales exportaciones de El Salvador a México incluyen: prendas de vestir, alambres y cables eléctricos, artículos para el hogar, caña de azúcar, aceites de petróleo y bisutería. Las principales exportaciones de México a El Salvador incluyen: Equipos y maquinaria eléctricos, productos alimenticios, frutas, lácteos, medicamentos, productos químicos y vehículos de motor.
En 2023, México fue el segundo mayor inversionista extranjero directo en El Salvador con US$94 millones invertidos en el país. Varias compañías multinacionales mexicanas como América Móvil, Cemex, Grupo Bimbo, Gruma y Sigma Alimentos (entre otras) operan en El Salvador.

## Misiones diplomáticas residentes
| de El Salvador en México - Ciudad de México (Embajada) - Acayucan (Consulado-General) - Ciudad Juárez (Consulado-General) - Guadalajara (Consulado-General) - Monterrey (Consulado-General) - Oaxaca de Juárez (Consulado-General) - San Luis Potosí (Consulado-General) - Tapachula (Consulado-General) - Tijuana (Consulado-General) - Villahermosa (Consulado-General) | de México en El Salvador - San Salvador |

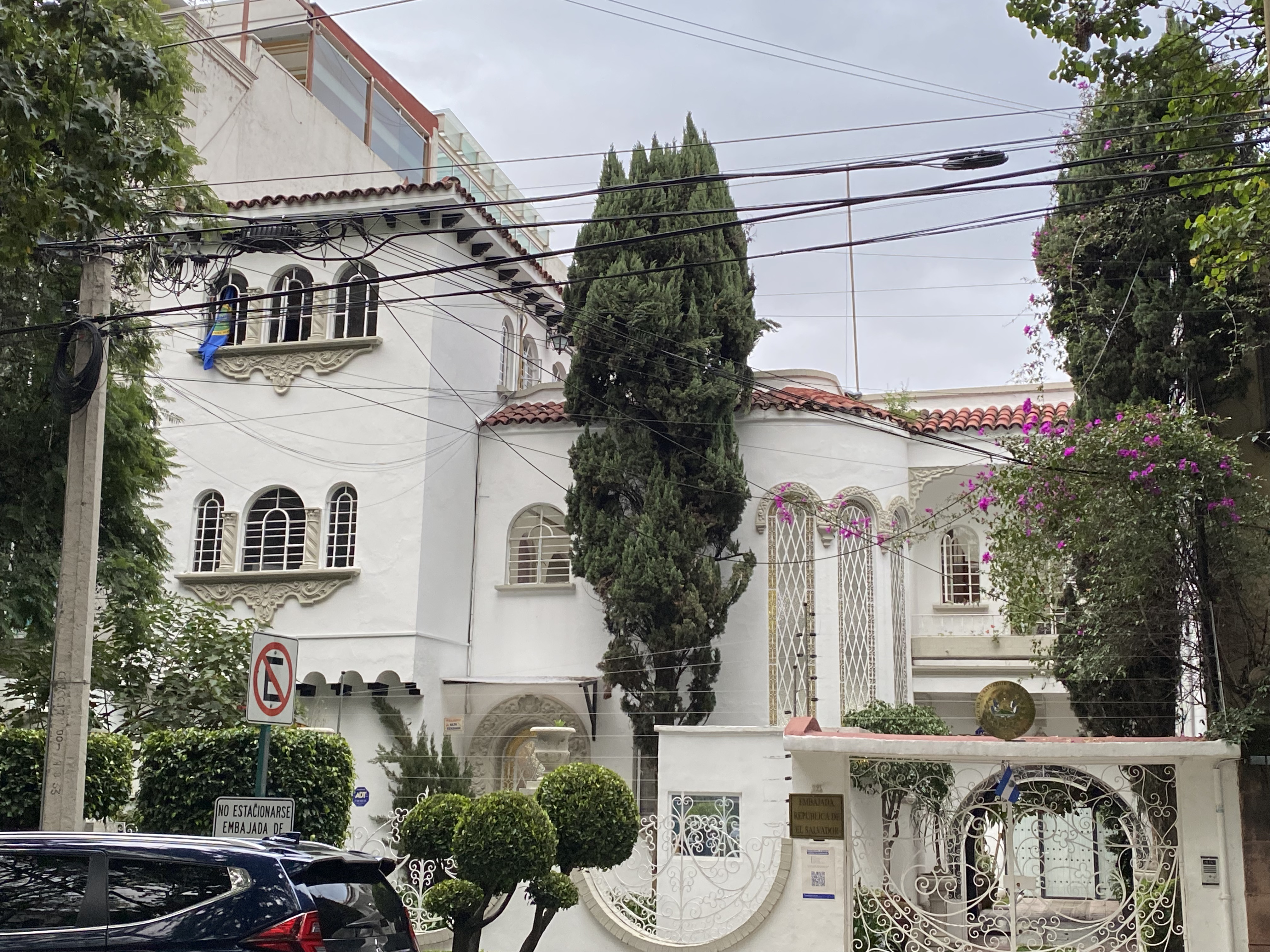
Embajada de El Salvador en la Ciudad de México
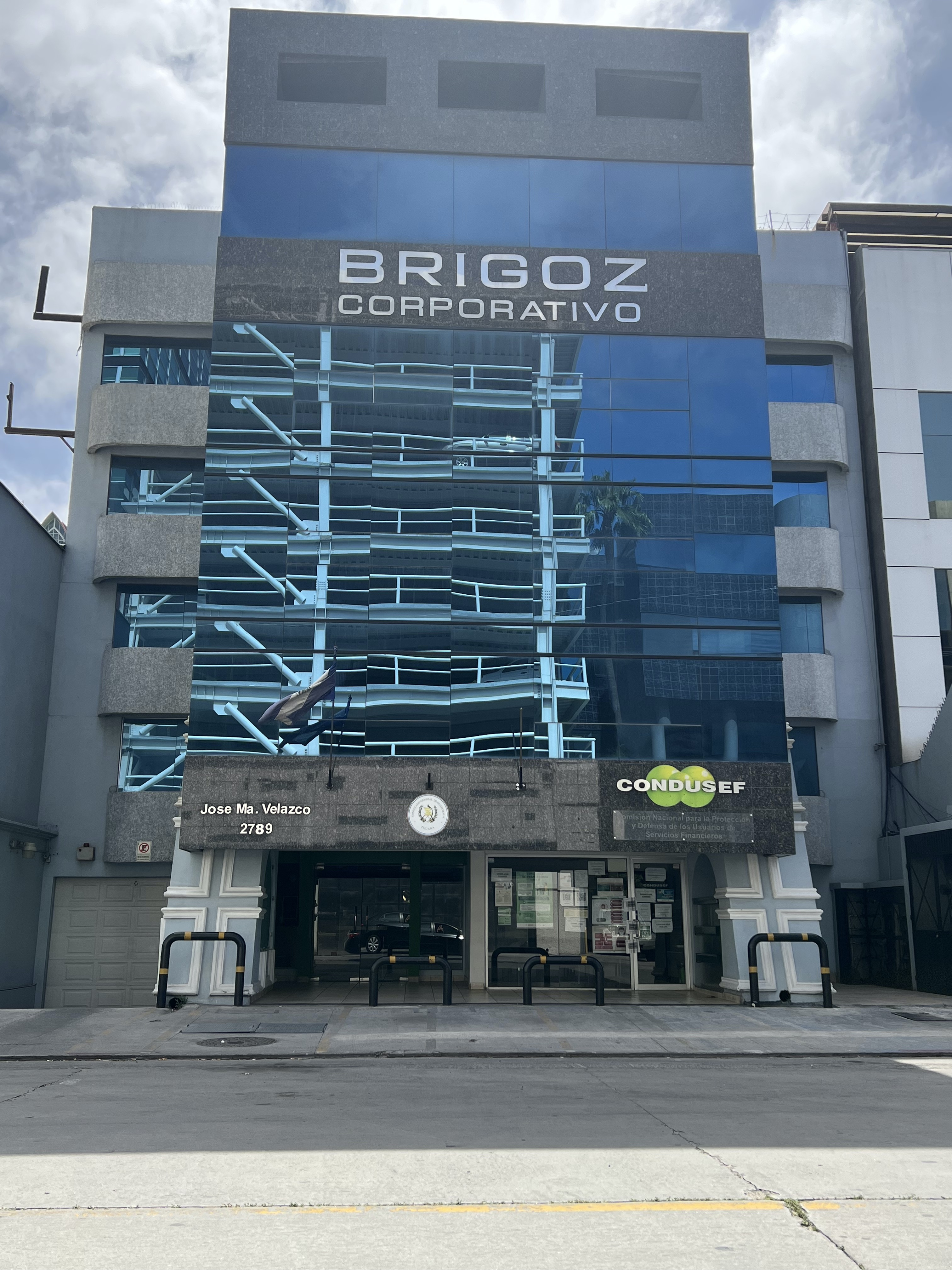
Edificio alojando al Consulado-General de El Salvador en Tijuana
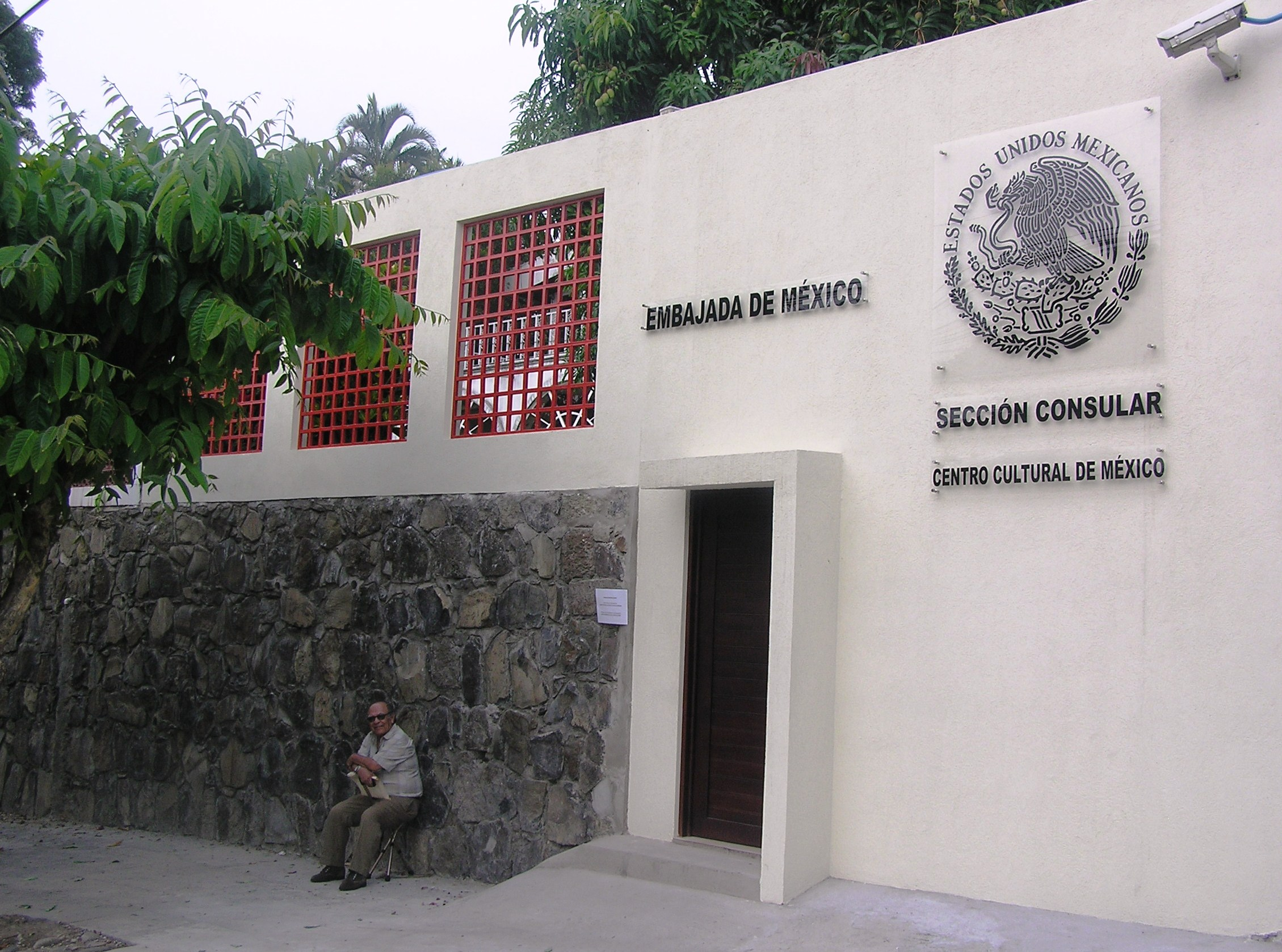
Embajada de México en San Salvador